# Nancuise
Nancuise és un municipi francès situat al departament del Jura i a la regió de Borgonya - Franc Comtat. L'any 2007 tenia 46 habitants.

## Demografia

### Població
El 2007 la població de fet de Nancuise era de 46 persones. Hi havia 20 famílies de les quals 8 eren unipersonals (8 homes vivint sols), 8 parelles sense fills i 4 parelles amb fills.
La població ha evolucionat segons el següent gràfic:
Habitants censats

### Habitatges
El 2007 hi havia 30 habitatges, 20 eren l'habitatge principal de la família, 7 eren segones residències i 3 estaven desocupats. Tots els 30 habitatges eren cases. Dels 20 habitatges principals, 17 estaven ocupats pels seus propietaris i 3 estaven llogats i ocupats pels llogaters; 3 tenien tres cambres, 3 en tenien quatre i 14 en tenien cinc o més. 19 habitatges disposaven pel capbaix d'una plaça de pàrquing. A 9 habitatges hi havia un automòbil i a 10 n'hi havia dos o més.

### Piràmide de població
La piràmide de població per edats i sexe el 2009 era:
| Homes | Edats   | Dones |
| ----- | ------- | ----- |
| 0     | 95 o +  | 0     |
| 0     | 90 a 94 | 0     |
| 0     | 85 a 89 | 4     |
| 0     | 80 a 84 | 4     |
| 0     | 75 a 79 | 0     |
| 0     | 70 a 74 | 0     |
| 0     | 65 a 69 | 0     |
| 4     | 60 a 64 | 4     |
| 0     | 55 a 59 | 0     |
| 4     | 50 a 54 | 0     |
| 4     | 45 a 49 | 0     |
| 0     | 40 a 44 | 0     |
| 4     | 35 a 39 | 4     |
| 0     | 30 a 34 | 0     |
| 4     | 25 a 29 | 0     |
| 0     | 20 a 24 | 0     |
| 0     | 15 a 19 | 0     |
| 0     | 10 a 14 | 4     |
| 0     | 5 a 9   | 4     |
| 0     | 0 a 4   | 4     |

## Economia
El 2007 la població en edat de treballar era de 27 persones, 16 eren actives i 11 eren inactives. De les 16 persones actives 14 estaven ocupades (10 homes i 4 dones) i 2 estaven aturades (2 dones i 2 dones). De les 11 persones inactives 5 estaven jubilades, 2 estaven estudiant i 4 estaven classificades com a «altres inactius».
Activitats econòmiques
Dels 4  establiments que hi havia el 2007, 1 era d'una empresa de fabricació d'altres productes industrials, 1 d'una empresa de construcció, 1 d'una empresa immobiliària i 1 d'una empresa de serveis.
L'únic servei als particulars que hi havia el 2009 era una fusteria.

## Poblacions més properes
El següent diagrama mostra les poblacions més properes.